# Abwehrflammenwerfer 42

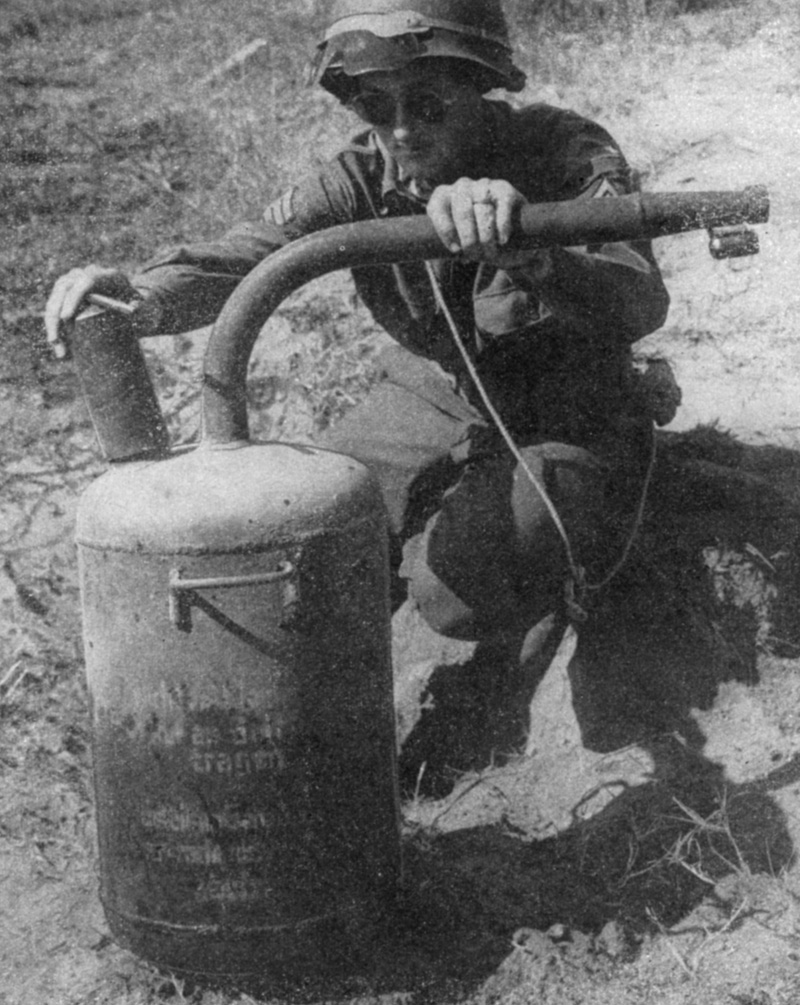
鹵獲したAbwehrflammenwerfer 42を持っているアメリカ兵。

Abwehrflammenwerfer 42は、第二次世界大戦中にドイツがバルバロッサ作戦を受けて開発した、防御（Abwehr）を目的とした定置式の火炎放射器（Flammenwerfer）である。
この火炎放射器は、ソ連が開発した地雷であるFOG-1をベースにして作られた。

## 概要
円筒の形をしており、高さは約53cmとなっている。その中には軽油、中油、重油の混合物が最大で29.5Lほど入れることができる。この容器から出ている棒のようなものは推進剤が入ったシリンダーである。その隣に付けられた長いパイプは炎管で、燃料シリンダーの役割を担うもので直径約50mm、長さ約50cmだった。地雷として埋められた場合、この2つのシリンダーが地上に出る形となった。
この兵器が電気信号やトリップワイヤーによって起動すると、起爆装置が推進剤に点火し、燃料が押し出される。 その次に2番目の小さな爆薬が燃料に触れたときに点火、爆発する。炎は幅4.5 m、高さ2.7mに及び、有効射程は約30m、燃料は約1.5秒ほど持続した。

## 運用
Abwehrflammenwerfer 42は、10-27m間隔で地中に埋められ浜辺、港などの封鎖に使われ、戦車などの装甲車に威力を発揮した。また他の地雷や、有刺鉄線とともに設置されることもあった。